# Чебакли (Великоуківський район)
Чебакли (рос. Чебаклы) — село у Великоуківському районі Омської області Російської Федерації.
Муніципальне утворення — Чебаклинське сільське поселення. Населення становить 314 осіб.

## Історія
Згідно із законом від 30 липня 2004 року входить до складу муніципального утворення Чебаклинське сільське поселення.

## Населення
| 1926 | 2010 |
| ---- | ---- |
| 645  | ↘314 |